# Ибрагимова, Шахзода
Шахзода Ибрагимова (узб. Ibragimova Shakhzoda Alisher qizi.) родилась 24 ноября 2002 года, городе Нукус) — узбекская художественная гимнастка, выступающая в составе национальной сборной.

## Карьера
В 2022 году Ибрагимова вошла во взрослую национальную группу. Она дебютировала на чемпионате мира в Ташкенте, завоевав серебро в многоборье с 5 обручами, а также золото с 3 лентами и 2 мячами. Неделю спустя группа участвовала в соревнованиях в Баку, заняв 6-е место в многоборье и 7-е место с 5 обручами, 3 лентами и 2 мячами. В июне она приняла участие в Чемпионате мира в Пезаро, заняв 8-е место в многоборье и 7-е с 5 обручами.
Затем она была отобрана для участия в чемпионате Азии в Паттайе. Вместе с другими узбекскими гимнастками она завоевала золото в командных соревнованиях. Группа завоевала золото в многоборье с 3 лентами и 2 мячами, а также серебро с 5 обручами. В августе Ибрагимова участвовала в соревнованиях на Играх исламской солидарности 2021 года в Конье. Группа завоевала серебро в многоборье с 3 лентами и 2 мячами, а также золото в финале с 5 обручами.
В сентябре Ибрагимова приняла участие в чемпионате мира в Софии вместе со своими подругами по команде Нилуфар Азамовой, Наргизой Джуманиязовой, Хуршидабону Абдурауфовой, Мумтозабону Исхокзода, Марией Пак и двумя индивидуалками Тахминой Икромовой и Йосминой Рахимовой. Группа заняла 18-е место в многоборье, 13-е с 5 обручами и 20-е с 3 лентами + 2 мячами.
В 2023 году она выступала на чемпионате Азии в Маниле, где завоевала золото в командном зачете с другими узбекскими гимнастками. Группа завоевала серебро в многоборье, а также с 3 лентами и 2 мячами. На чемпионате мира в Валенсии сборная Узбекистана заняла 10-е место в командном зачете. В многоборье сборная заняла 15-е место в группе.
В 2024 году Ибрагимова выступала на чемпионате мира в Ташкенте и завоевала серебряную медаль в финале с 3 лентами и 2 мячами. На следующей неделе она приняла участие в чемпионате Азии 2024 года, где сборная Узбекистана завоевала золото в многоборье. Их выступление обеспечило им путевку на летние Олимпийские игры 2024 года.